# EA Sports UFC 3
EA Sports UFC 3, (noto semplicemente come UFC 3), è un
videogioco di arti marziali miste sviluppato da EA Canada e pubblicato da EA Sports per le console PlayStation 4 e Xbox One. Il gioco possiede la licenza ufficiale della Ultimate Fighting Championship. Conor McGregor, il precedente fighter apparso sulla copertina di EA Sports UFC 2 è tornato a ricoprire il medesimo ruolo anche in questo capitolo. Si tratta del sequel di EA Sports UFC del 2014 e EA Sports UFC 2 del 2016, è stato pubblicato il 2 febbraio 2018 per PlayStation 4 e Xbox One.

## Modalità di gioco
EA Sports UFC 3 è simile ai capitoli precedenti e si basa sulla Ultimate Fighting Championship (UFC), pur mantenendo un gran realismo nei confronti della fisica, dei suoni e dei movimenti. Una novità introdotta nella serie è la modalità carriera "GOAT", in cui le scelte fatte durante la carriera influenzeranno il percorso del giocatore verso il successo. Al di fuori dei combattimenti, il giocatore può fare scelte promozionali per accrescere la popolarità, aumentare il numero di fan, guadagnare più denaro attraverso contratti e catturare l'attenzione del mondo. Un nuovo sistema di social media durante il gioco consente al giocatore di creare accese rivalità con altri atleti della UFC, offrendo la libertà di assumere qualsiasi tipo di personaggio.
Continuando nella modalità a eliminazione diretta introdotta in EA Sports UFC 2, il gioco offre un nuovo tipo di modalità multigiocatore ideata per combattimenti rapidi e veloci che sono fondamentali quando si gioca contro gli altri avversari. La modalità torneo offre i diritti definitivi in quanto il giocatore tenta di affrontare il maggior numero di avversari possibili in un round ad eliminazione dove si dovrà tener conto dell'assenza della possibilità di potersi riprendere dai danni subiti e dall'affaticamento. Con 234 diversi lottatori in 10 classi di peso, il gioco contiene il più grande elenco di personaggi tra i tre giochi EA Sports UFC.

## Sviluppo
EA Sports ha annunciato il 1º novembre 2017 che un terzo capitolo della serie era in corso di sviluppo. Insieme con l'annuncio iniziale, fu pubblicato un breve teaser trailer in cui vennero mostrati Demetrious Johnson, Anderson Silva e Joanna Jędrzejczyk. Il 3 novembre fu reso disponibile il trailer ufficiale. Tuttavia fu criticato per aver introdotto delle meccaniche pay-to-win, sebbene quest'ultime influenzino solamente una modalità di gioco, fu derisa dal pubblico in quanto alcuni utenti l'avrebbero sfruttata sempre a loro vantaggio per effettuare un grind del personaggio scelto.
UFC 3 è anche il primo titolo a sfruttare il motore grafico RPM Tech, sviluppato da EA Sports, il quale rappresenta più accuratamente i movimenti dei personaggi.

## Accoglienza
| Testata                         | Versione | Giudizio |
| ------------------------------- | -------- | -------- |
| Metacritic (media al 31-3-2019) | PS4      | 75/100   |
| Metacritic (media al 31-3-2019) | XONE     | 77/100   |
| EGM                             | -        | 5/10     |
| Game Informer                   | -        | 8.75/10  |
| GamesMaster                     | -        | 62%      |
| GameSpot                        | -        | 8/10     |
| GamesRadar+                     | -        | 3.5/5    |
| IGN                             | -        | 7.5/10   |
| OPM                             | -        | 6/10     |
| Polygon                         | -        | 7.5/10   |

EA Sports UFC 3 ha ricevuto recensioni generalmente positive da parte della critica, secondo l'aggregatore di recensioni Metacritic.
Game Informer ha elogiato la grafica, dicendo che "l'attenzione per i dettagli è stupenda, dal modo in cui i combattenti si aggirano l'un l'altro nell'ottagono alle animazioni facciali, mentre un diritto fuori mano scende sulla loro guancia". Polygon ha dichiarato: "La luna di miele con UFC 3 è breve, la modalità Carriera comprende diverse fasi dell'aumento di un combattente attraverso la sua classe di peso, ma con la decima battaglia la ripetizione e la rettifica sono diventate evidenti".
EGMNow ha criticato le microtransazioni, dicendo "Proprio come in altre modalità di EA Ultimate Team, questa è una chiara presa in contanti, che tenta di farti agganciare alla modalità nella speranza che spenderai soldi reali sui pacchetti di carte per far avanzare più velocemente le statistiche del tuo lottatore - è a dir poco esasperante". GamesRadar+ ha detto che "rende il sistema di bottino di Battlefront 2 un aspetto immensamente caritatevole". IGN ha anche definito la modalità crescita "terribile".
GameSpot lo ha riassunto come "EA Sports UFC 3 è una ricreazione tesa, eccitante e dinamica dello stand e bang delle arti marziali miste. Il grappling ha ancora bisogno di molto lavoro, e si spera che questo sia qualcosa che EA Canada affronterà nella prossima iterazione, tuttavia queste carenze diventano più facili da trascurare a causa della realizzazione del suo colpo di stato ridefinito: quando si parla di arte del combattimento, pochi titoli sportivi lo fanno meglio".

### Vendite
UFC 3 ha raggiunto il numero 12 nelle classifiche di vendita del Regno Unito, dietro Monster Hunter: World. È stato classificato ventiduesimo in Australia, dietro a Shadow of the Colossus, e undicesimo in Nuova Zelanda. Raggiunse il trentaduesimo in Giappone.
È stato il sedicesimo titolo più scaricato negli Stati Uniti e il settimo in Europa.

### Riconoscimenti
Il gioco è stato nominato per "Game, Franchise Fighting" e "Performance in a Sports Game" con Jon Anik al National Academy of Video Game Trade Reviewers Awards.